# Tataruchy
Tataruchy – przysiółek wsi Zalas w Polsce, położony w województwie małopolskim, w powiecie krakowskim, w gminie Krzeszowice.
W latach 1975–1998 przysiółek administracyjnie należał do województwa krakowskiego.
Przysiółek pod Lasem Zwierzynieckim przy Frywałdzie, zasiedlona według legendy przez jeńców tatarskich. Po bitwie pod Grunwaldem w 1410 r. Andrzej Tenczyński na swoim terenie osadził właśnie Tatarów i Rusinów.
Po południowej stronie przysiółka znajduje się Kopalnia Porfiru Zalas oraz przebiega autostrada A4, a pod nią 214,4 m wiadukt kolejowo-drogowy, część kolejowa to bocznica Krzeszowice – Kamieniołom Zalas.